# CultureZ
『CultureZ』（カルチャーズ）は、文化放送で2020年9月29日から2023年3月24日まで放送されていた生ワイド番組。パーソナリティは夏川椎菜、土佐兄弟、佐野玲於、パパラピーズが担当していた。

## 概要
Z世代をターゲットに据えた、火曜 - 金曜の未明（月曜 - 木曜深夜）に放送された生ワイド番組。この時間に2時間の生ワイド番組が編成されるのは『リッスン? 〜Live 4 Life〜』の放送が終了して以来、およそ5年ぶりとなる。
この番組では、いわゆるZ世代を対象に「新たな文化を創る」を目的に「ヒットの種」を見つけていく情報トークワイド番組で、radiko、AM、ワイドFMに加え、YouTube Liveを用いた生配信に、生放送後の「オーディオコンテンツ配信」といった様々な形でコンテンツ展開を進めていく。なお、年末年始は録音として放送されることがあった。
放送上のタイトルは「〇〇（パーソナリティー名）のCultureZ」（楠木ともりは別のタイトル「CultureZ SP 楠木ともりのThe Music Reverie」）となっている。
2023年3月24日（23日深夜）の放送をもって終了となった（『楠木ともりのThe Music Reverie』は本番組の放送開始前の形態に復帰した上で継続）。
2024年1月2日19:00 - 21:00にレギュラーパーソナリティを務めていた土佐兄弟による特別番組「CultureZスペシャル 土佐兄弟の新春演芸大会」が放送された。

## コーナー紹介

### 全曜日共通
CultureZフラッシュ
番組冒頭で放送される。様々なジャンルの話題をニュース形式で伝える。
君もポッドキャスター
「ポッドキャスター」を誕生させるため、リスナーから音源を募り、番組内で紹介する。募集するテーマは時期により異なる。このコーナーは『CultureZスペシャル 楠木ともり The Music Reverie』でも放送される。
8DAYS
CultureZが注目するアーティストが8日間パーソナリティを務めるミニトーク番組。2022年3月終了。

### 火曜（月曜深夜）
Jニュース
リスナーの地元に関する、地元の人にしかわからないような、ちょっとした地元のニュースを紹介するコーナー。
クソザコなんなん
「クソザコナメクジちゃん」たちが日々の生活で感じる「なんなん？」と思うことを送るコーナー。
ピックアップナンス／ピックアップリスナー
夏川とリスナーが週替りで好きなものを紹介するコーナー。
Have a ナンス
毎月のテーマに沿った「それセンスあるわ～」というエピソードを募るコーナー。
417同類者あり！
業界に友人の少ない夏川が同類の人の紹介を募るコーナー。
コンポジット数式
夏川の2ndアルバム「コンポジット」に掛けて、リスナーの考える「コンポジット」（組み合わせ）を数式にして送るコーナー。

#### 過去のコーナー（-2021年3月）
激セマ！学校あるある
学校に関するお題が出され、それにまつわる答えをリスナーから募る。
トサタクのお悩みメゾン東京
土佐卓也が尊敬している木村拓哉にちなんだ「トサタク」が、リスナーからのお悩み相談に答える。
音楽ソムリエTOSAのミュージックプレゼント
土佐卓也が「音楽ソムリエTOSA」として、いま背中を押してほしいリスナーへの選曲を行う。

### 水曜（火曜深夜）
ラジオの夜明けぜよ！
「土佐兄弟が生放送中にやったらバズりそうなこと」を、リスナーから募集する。
土佐兄弟これ知ってる？
周りで流行しているアイテム・食べ物など、「若者の流行を知らない」と疑いを向けられている兄・卓也。弟・有輝はほとんどの人が経験している常識を知らない。そんな土佐兄弟が知らなそうなものをリスナーから募集する。
これってキミョウですか？
「これって奇妙ですか？」「奇妙ってなんだろう」と悩むシチュエーションをリスナーから募り、土佐兄弟の2人が「キミョウ」「キミョウじゃない」を判定する。
ホントソレナ
土佐兄弟がリスナーと本にまつわる交流をするコーナー。

### 木曜（水曜深夜）
クイズ！私の記憶！
「大関れいかに関するクイズ」をリスナーから募集する。
深夜にこっそり通話！
大関とリスナーが通話する逆電コーナー。
あなたの代わりに、歌ってみた！
「誰にどんな曲を送りたいか」を募り、リスナーの代わりに大関が歌う。
トレンドハンター！
いま話題のもの、過去に話題になったものを、大関が体験する。
劇団！大関れいか！
大関が生放送で演技をしてスキルアップをしながら、世の中へアピールする。

### 金曜（木曜深夜）
美しい標準語
トークテーマをリスナーから募集して、パパラピーズの2人が「美しい標準語」で話す。
カルチャーズ クイズバトロワ!!
リスナーから様々なジャンルの文化的クイズを募集して、パパラピーズの2人が早押しバトルをする。
パパラのお夜食！
夜食を食べているときのASMR風の音声を放送する。

## 出演者
- 火曜（月曜深夜）：夏川椎菜[13]（2021年4月6日 - 2023年3月21日）
  - 毎月最終火曜（月曜深夜） ：楠木ともり（『CultureZスペシャル 楠木ともり The Music Reverie』として放送） - 2020年10月29日から毎月最終木曜（水曜深夜）に放送（最終週ではない場合あり）。2021年3月30日より火曜（月曜深夜）に移動。
- 水曜（火曜深夜）：土佐兄弟（2020年9月29日 - 2023年3月22日） - 2021年3月24日までは火曜・水曜（月曜・火曜深夜）を担当。
- 木曜（水曜深夜）：佐野玲於（GENERATIONS from EXILE TRIBE）[13]（2021年4月1日 - 2023年3月23日）
- 金曜（木曜深夜）：パパラピーズ（2020年10月1日 - 2023年3月24日） - 2021年3月26日までは木曜・金曜（水曜・木曜深夜）を大関とともに担当。

### 代理のパーソナリティ
- 東京ホテイソン（2021年1月26日） - 土佐兄弟の代理で担当[23]。
- 都築拓紀（四千頭身）（2021年1月27日） - 同上[23]。
- halca（2022年5月10日） - 夏川が出演見合わせのため[24]、代理で担当[25]。夏川は番組冒頭に電話で出演した[26]。
- 豊田萌絵（2022年8月2日） - 夏川が出演見合わせのため、代理で担当[27]。
- 白濱亜嵐（GENERATIONS from EXILE TRIBE）（2022年8月4日） - 佐野の代理で担当[28]。

### 過去のパーソナリティ
- 大関れいか（2020年10月1日 - 2021年3月26日） - 木曜・金曜（水曜・木曜深夜）をパパラビーズとともに担当。

## 放送・配信
2020年9月29日（28日深夜）から2023年3月24日（23日深夜）火曜 - 金曜 1:00 - 3:00（月曜 - 木曜深夜）に、文化放送で放送されていた。YouTube Liveでの同時生配信も行われていた。
2021年3月30日（29日深夜）以降の毎月最終火曜（月曜深夜）は、『CultureZスペシャル 楠木ともり The Music Reverie』として放送されていた。この場合、月曜の通常放送は休止となった。
開始当初は文化放送のみの関東ローカルであったが、2021年3月30日（29日深夜）より東海ラジオへネットされることとなり、『&CAST!!!アワー ラブナイツ!』の終了以来1年ぶりの本時間帯の東名ネットが復活した。ネット開始当初は1時台のみ、2022年3月29日（28日深夜）からは2時台も含めたフルネットに拡大された。同年10月25日（24日深夜）から『1時の鬼の魔酔い』放送開始に伴い、火曜（月曜深夜）に限り2時飛び乗りに変更した。

## 番組制作について
放送開始当初の当時文化放送社長の上口宏は、「Z世代」と呼ばれる若い世代をリスナーとして取り込むため、DX（デジタルトランスフォーメーション）をキーワードにして本番組を立ち上げたと話している。また、番組開始後に上口は「社外の声を聞く限り、ファンの方の評価を高くしているので、意を強くしています。今後の文化放送が目指す新しい放送形態を具現化した形ではないか」と、将来の番組制作に向けた意思を表明している。
土佐兄弟の弟・有輝は、目指す番組像について「Z世代のためのラジオなので、僕だったら聞いていて、次の日学校で話せるような話題を提供したいですね」と話している。また、兄・卓也は「ラジオっていう文化をそこまで身近に捉えてない人たちもいると思うので、この番組がそれに触れるきっかけになればうれしいです。今は、スマホに『radiko』のアプリを入れたらラジオが聞けて、過去の番組を聞けるタイムフリー機能もありますし、そういったものも伝えていきたいですね」と、リスナーに対する番組のアプローチについて述べている。